# Telestacicola
Genre
Telestacicola est un genre de copépodes de la famille des Rhynchomolgidae.

## Distribution
Les espèces de ce genre se rencontrent l'océan Pacifique et l'océan Indien.
Les espèces de ce genre sont associées à des cnidaires et des ophiures.

## Liste des espèces
Selon World Register of Marine Species (24 décembre 2017) :
- Telestacicola angoti Humes & Stock, 1972
- Telestacicola claudus (Humes & Stock, 1973)
- Telestacicola lobophyti Humes, 1990
- Telestacicola sertus Humes, 1978
- Telestacicola turgipes Kim I.H. & Chang, 2016
- Telestacicola xenophiothricis Doignon, Deheyn & Fiers, 2004

## Publication originale
- Humes & Stock, 1972 : Preliminary notes on a revision of the Lichomolgidae, cyclopoid copepods mainly associated with marine invertebrates. Bulletin of the Zoological Museum of the University of Amsterdam, vol. 2, no 12, p. 121-133.